# Bóng đá năm 1901
Dưới đây là các sự kiện bóng đá trên toàn thế giới năm 1901

## Sự kiện
- 16 tháng 5 – Uruguay và Argentina đều chơi trận quốc tế đầu tiên của họ, khi họ gặp nhau tại Montevideo. Argentina giành chiến thắng với tỉ số 2-3.

## Vô địch quốc gia
| - Argentina: Alumni Athletic - Bỉ: Racing Club de Bruxelles - Anh: Liverpool - Pháp: Standard AC Meudon - Hungary: Budapest T.C. - Ireland: Distillery | - Italy: A.C. Milan - Hà Lan: HVV Den Haag - Scotland: Rangers - Thụy Điển: AIK - Thụy Sĩ: Grasshopper Zurich - Uruguay: CURCC |

## Quốc tế
- Giải bóng đá Liên hiệp Anh 1901 (23 tháng 2– 30 tháng 3 năm 1901)

 Anh

## Sinh
- 21 tháng 1 – Ricardo Zamora, cầu thủ bóng đá Tây Ban Nha.
- 26 tháng 6– Umberto Caligaris, cầu thủ bóng đá Italia.